# Håkan Bonds

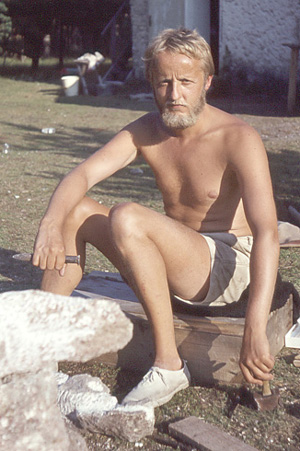
Håkan Bonds i arbete med hammare och mejsel

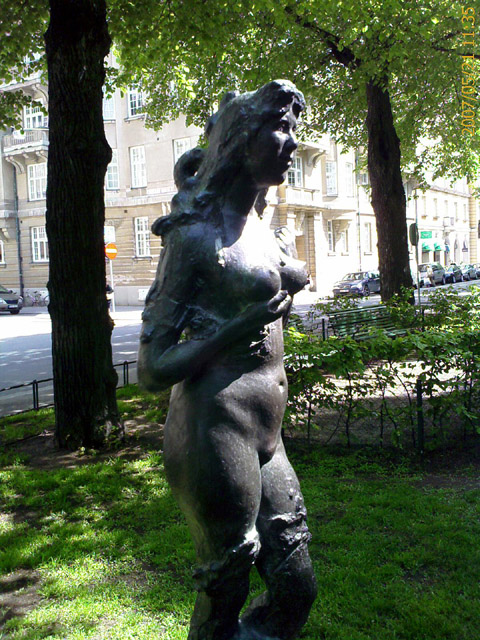
"Venus från Austre" eller "Mötande havet" på Karlavägen i Stockholm

Håkan Bonds, född 21 september 1927 på Åland, död 28 juni 2008, var en i Sverige verksam skulptör och illustratör.

## Biografi
Håkan Bonds var son till poliskonstapeln och hotellägaren Karl Ruben Karlsson från gården Klemmes i Eckerö Torp på Åland, och småskollärarinnan Anna Axelina Öberg från gården Bonds i  Överboda Kökar på Åland.
Håkan Bonds utbildade sig 1947-52 på skulptörlinjen på Konstfackskolan i Stockholm och från 1952 på Konstakademien. Han var 1954-73 gift med konstnären Gunvor Bonds, född Holbe, och hade de tre barnen Jakob, Johan och Gustav.
Han har gjort illustrationerna i Alf Henriksons Antikens historier 1-2 samt Lars Ahlins Nattens Ögonsten.

## Offentliga verk (urval)
- Havsstenen, brunn i sten i Norrtälje
- Vattenklockan, brunn i sten i Nyköping
- Källan, brunn i sten i Bollmora
- Livsträdet (1992), brunn i granit utanför Mälarhöjdens kyrka i Stockholm
- Venus från Austre, eller Mötande havet, brons, Karlavägen skulpturstråk i Stockholm. Gipsoriginalet finns på Ålands Konstmuseum
- Skulptur i helfigur över Frans Petter von Knorring, 1963, utanför Finströms kyrka på Åland
- Byst över Frans Petter von Knorring, 1965, stadshusbacken nedanför Stadshuset i Mariehamn (kopia av överdelen av skulpturen i Finnström)
- Bonds finns representerad vid bland annat Nationalmuseum[2] i Stockholm.

## Fotogalleri

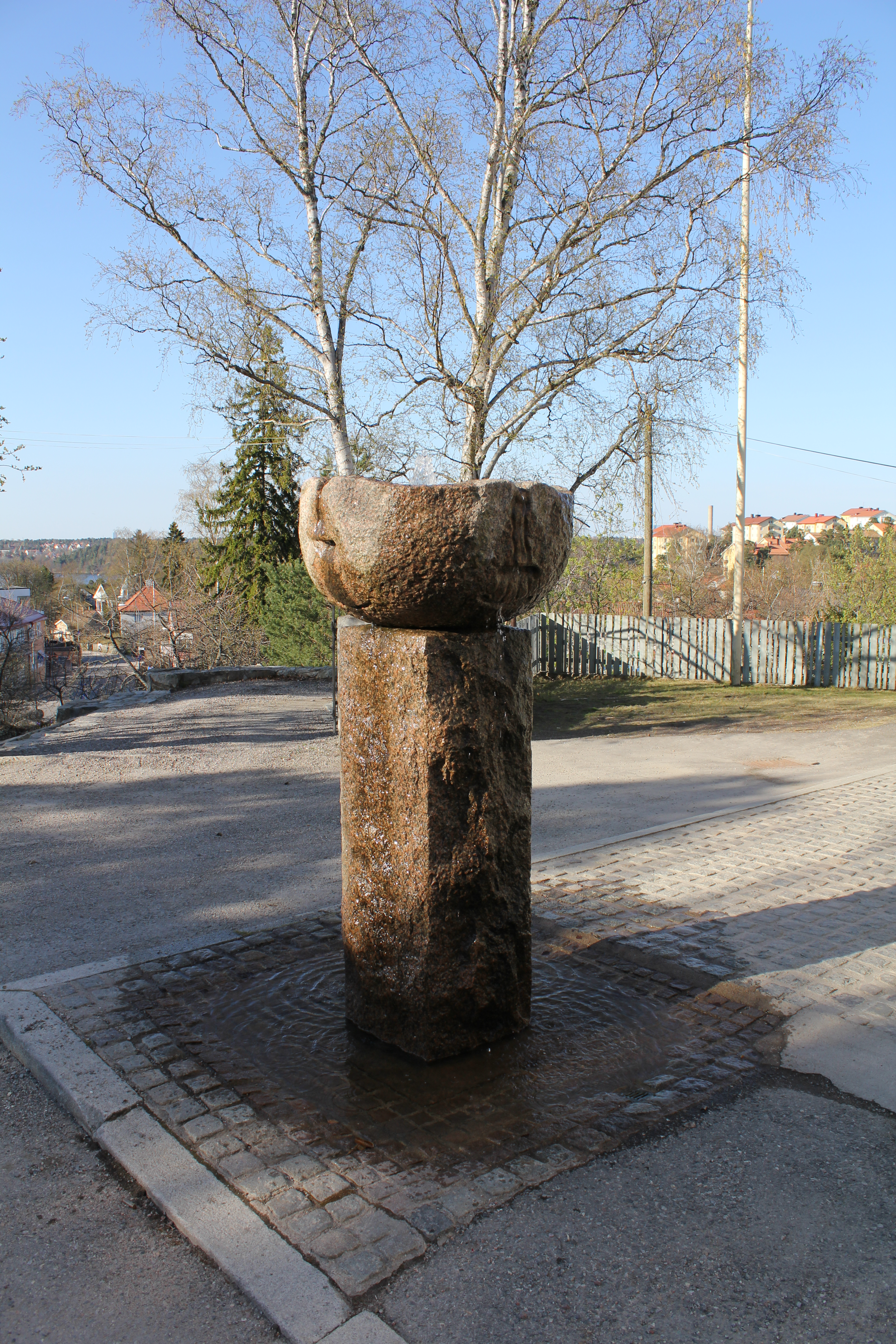
Livsträdet, utanför Mälarhöjdens kyrka i Stockholm
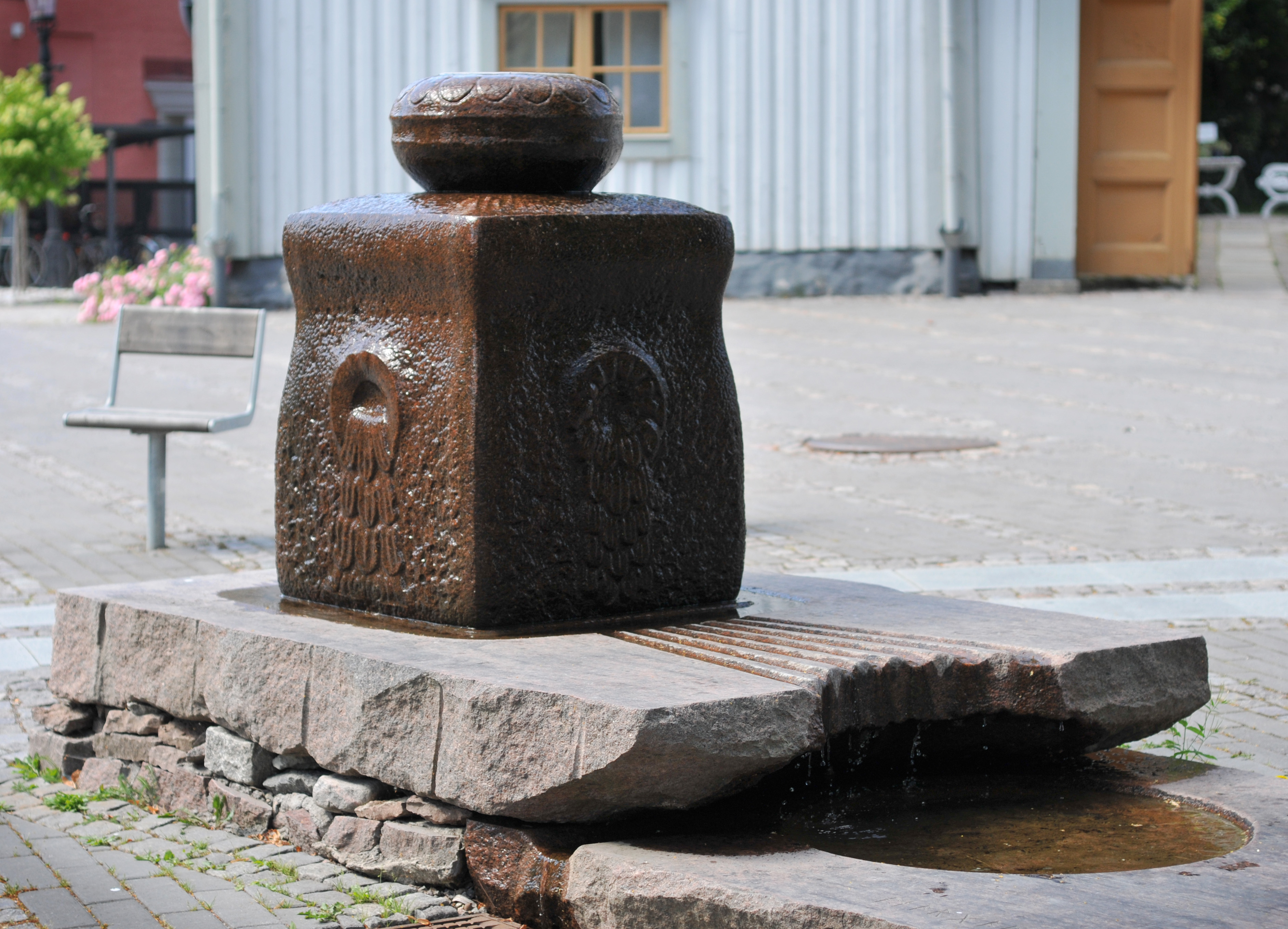
Vattenklocka, Prosten Pihls gård, Nyköping